# Wasserturm Neumünster
| Wasserturm Neumünster  | Wasserturm Neumünster             |
| Daten                  | Daten                             |
| ---------------------- | --------------------------------- |
| Baujahr:               | 1899–1900                         |
| Turmhöhe:              | 48 m                              |
| Nutzhöhe:              | 40,35 m                           |
| Behälterart:           | Intze 1                           |
| Volumen des Behälters: | 950 m³                            |
| Betrieb:               | 2024 noch in Betrieb              |
| Ursprüngliche Nutzung: | Städtische Wasserversorgung       |
| Heutige Nutzung:       | Druckausgleich Löschwasserreserve |

Ursprüngliches Aussehen des Turms um 1900

Der weiß gestrichene, sorgfältig restaurierte Wasserturm von Neumünster steht in der Christianstraße. Er wurde 1899 bis 1900 auf dem Wasserwerksgelände gebaut. Mit seinen 48 Metern ist er der höchste Wasserturm Schleswig-Holsteins.

## Baugeschichte
Die „Baltische AG Licht-, Kraft- und Wasserwerke Neumünster“  baute den Wasserturm zusammen mit dem Wasserwerk und einem Elektrizitätswerk. Das E-Werk lieferte mit seinen Dampfmaschinen und Generatoren den Strom zum Antrieb der Kolbenpumpen. Diese förderten das Wasser aus 18 ca. 30 m tiefen Röhrenbrunnen.
Im Juni des Jahres 1900 wurde Neumünster erstmals zentral mit Strom und Wasser versorgt.
Wegen Baumängeln musste der Turm schon ein halbes Jahr nach der Fertigstellung saniert werden. Dabei wurden Zierbalken und einige Fenster entfernt.
Die Aktiengesellschaft wurde 1902 in eine GmbH umgewandelt. Diese ging 1911 in das Eigentum der Stadt über (heute Stadtwerke Neumünster).

## Bauwerk
Der Wasserturm ist insgesamt 48 m hoch. Der 30 m hohe konische Schaft (Unterbau) trägt einen ausladenden runden Hochbehälter. Dessen Stahlwanne fasst 950 m³ Wasser. Der Behälter ist von einer auskragenden Fachwerkkonstruktion ummantelt. Ein flaches Kegeldach mit Lüftungslaterne schließt den Turm nach oben ab.
Der Turmdurchmesser beträgt am Boden 10,7 m, unter dem Hochbehälter 8,2 m, der ummantelte Hochbehälter hat 12 m Durchmesser.
Bedingt durch sein Alter und die Witterungseinflüsse neigt der Turm sich inzwischen 24 Millimeter nach Nordosten.

## Nutzung
Der Turm ist noch voll funktionsfähig. Er gehört den Stadtwerken Neumünster (SWN) und ist in das 242 km lange Wasserleitungssystem der Stadt eingebunden. Er dient heute vor allem zum Druckausgleich im Netz und als Löschwasserreservoir (Stand 2024).

## Lichtkunstwerk
Am 2. November 2010 wurde das Lichtkunstwerk KELVIN des Hamburger Künstlers Till Nowak am Wasserturm Neumünster eröffnet. Es besteht aus einer LED-Beleuchtung, deren Farbe sich abhängig von der aktuellen Außentemperatur verändert. Bei kalten Temperaturen färbt sich das Licht in gelben bis roten Farbtönen, bei warmen Temperaturen in violetten bis blauen Farbtönen. Zusätzlich projizieren vier Gobo-Projektoren eine statische Liniengrafik auf den Turm, die als „Mapped Projection“ auf die Architektur des Turmes abgestimmt ist. Die Lichtinstallation ist permanent und jede Nacht von Sonnenuntergang bis Sonnenaufgang zu sehen. Das Projekt wurde finanziert vom Verein zur Förderung der Kunst in Neumünster e.V. und den Stadtwerken Neumünster und wurde betreut von Claus Friede*Contemporary Art.